# Stella, peintre français, dans les prisons de Rome
Pour les articles homonymes, voir Stella.
 (juillet 2016).
Si vous disposez d'ouvrages ou d'articles de référence ou si vous connaissez des sites web de qualité traitant du thème abordé ici, merci de compléter l'article en donnant les références utiles à sa vérifiabilité et en les liant à la section « Notes et références ».
 Stella, peintre français, dans les prisons de Rome ou plus simplement Stella en prison est un tableau peint par François Marius Granet en 1810. 
En 2014, une réplique est prêtée au musée des Beaux-Arts de Lyon dans le cadre de l'exposition L'invention du Passé. Histoires de cœur et d'épée 1802-1850.